# 오스트랄 제도

오스트랄 제도의 기

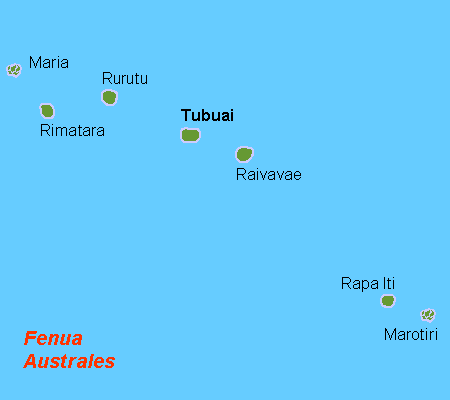
오스트랄 제도의 지도

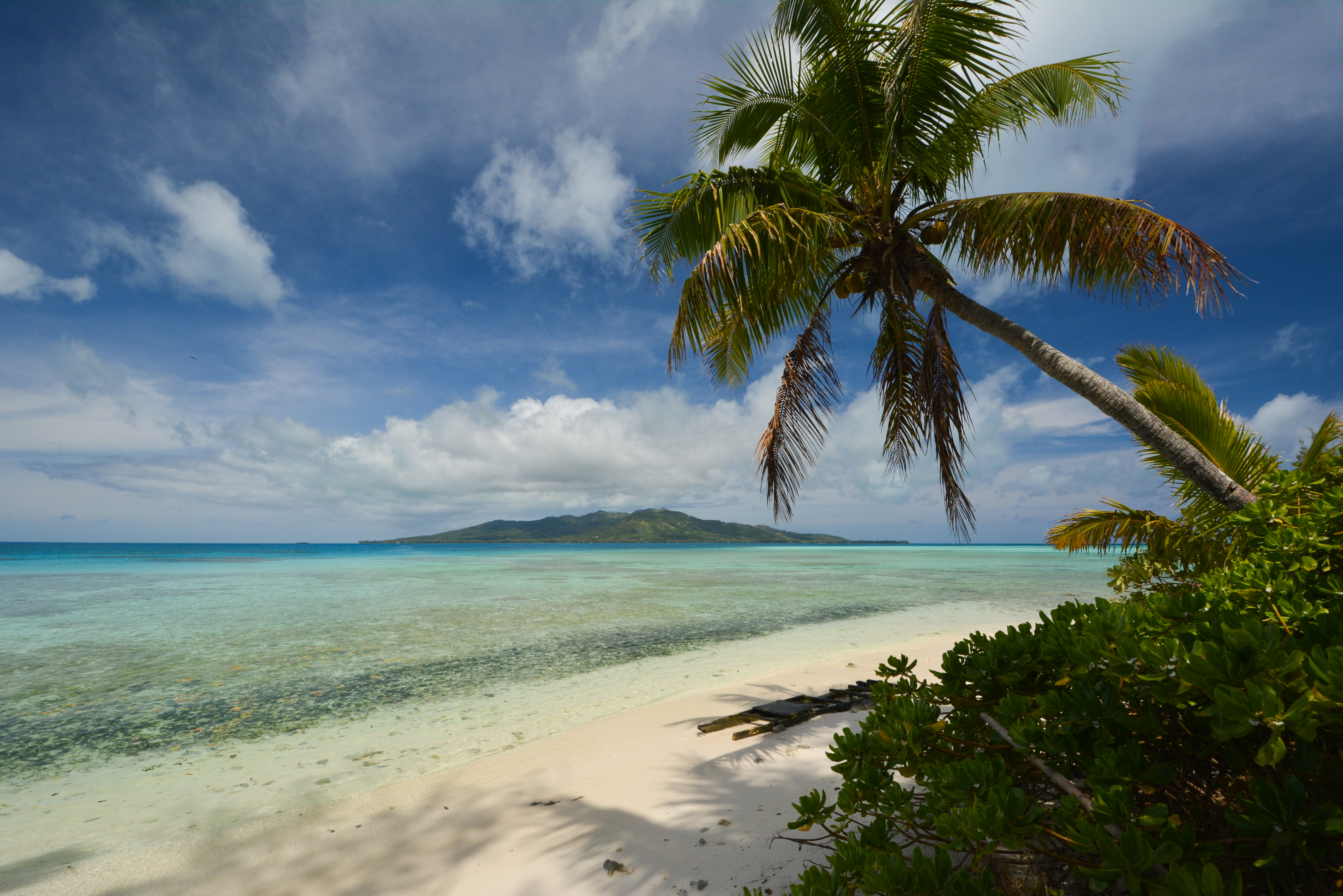
오스트랄 제도, 투부아이 섬

오스트랄 제도(프랑스어: Îles Australes, Archipel des Australes, 영어: Austral Islands)는 남태평양 프랑스령 폴리네시아에 있는 군도이다. 투부아이 제도(Îles Tubuaï)와 바스 제도(Îles basses)로 구성되어 있다. 가장 높은 곳은 페로산(Mont Perau)이며, 해발 650m이다.
오스트랄 제도는 프랑스령 폴리네시아의 다섯 행정 구역(subdivisions administratives) 가운데 하나이다. 수도는 투부아이섬(Tubuai)이다. 면적은 약 152km2이며 인구는 2007년 8월 인구 조사 결과 6,310명이었다.

## 지리

### 투부아이 제도
- 마리아섬
- 리마타라섬
- 루루투섬
- 투부아이섬
- 라아바바에섬

### 바스 제도
- 라파이티
- 마로티리섬

## 같이 보기
- 프랑스의 행정 구역
- 프랑스의 섬 목록